# Inscriptions de Tonyukuk
Les Inscriptions de Tonyukuk (chinois : 暾欲谷碑), aussi connues sous le nom d'Inscriptions de Bain Tsokto, sont des inscriptions en langue turque datant du VIIIe siècle situées à Nalaykh, Oulan-Bator, Mongolie. Ce sont les plus anciennes traces écrites de la famille des langues turques, antérieures de plusieurs années aux inscriptions de l'Orkhon.

## Géographie
Les inscriptions se trouvent dans la vallée de la rivière Toula à 47° 42′ N, 107° 28′ E, soit a Nalaykh, Oulan-Bator. Elles sont souvent confondues avec les inscriptions de l'Orkhon, ou considérées comme faisant partie de celles-ci, bien que celles de l'Orkhon soient en réalité situées à environ 360 km à l'ouest de celles de Bain Tsokto.

## Histoire
Les inscriptions de Bain Tsokto concernent Tonyukuk, qui fut le conseiller de quatre des khagans du second Khaganat Turc ; a savoir Ilterish Khagan, Kapaghan Khagan, Inel Khagan et Bilge Khagan. Il mourut dans les années 720. 
Contrairement aux inscriptions de l'Orkhon, qui ont été érigées après la mort des personnes dont elles commémorent la mémoire, les inscriptions de Bain Tsokto ont été érigées par Tonyukuk lui-même. Elles datent a priori vers l'an 716, car tout ce qu'il accompli après cette année n'est pas relaté dans les inscriptions. Le narrateur est Tonyukuk lui-même. Les inscriptions sont inscrites sur deux stèles. L'écriture, qui se lit verticalement de haut en bas, est en alphabet Vieux turc.

## Sommaire du texte

### 1ére stèle (35 lignes)

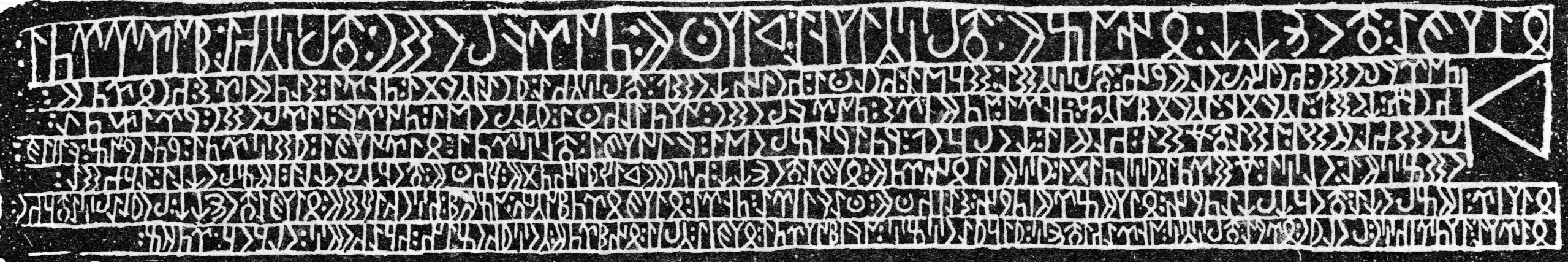

Face Ouest: La révolte des Turcs contre la dynastie Tang en 681. (Après que les Tang aient soumis les Turcs en 630)
Face Sud: Guerre contre les Oghouzes
Face Est: Prise de 23 villes et projet de contre-attaque contre une éventuelle alliance des voisins (Tang, Türgesh et Ienisseï kirghize)
Face Nord: Défaite des Ienisseï kirghize (nord) et campagne contre les Türgesh

### 2eme stèle (27 lignes)
Face Ouest: Bataille de Bolchu (711) contre les Türgesh et annexion de leur territoire (plus ou moins le Turkestan actuel)
Face Sud: Annexion de Temir Kapig, 7 campagnes d'Ilterish Qaghan contre les Khitans (est), 17 campagnes contre la dynastie Tang (sud), 5 campagnes contre les Oghouzes
Face Est: ((Tonyukuk se félicite de l'aide précieuse qu'il apporte aux khagans et ajoute qu'il vieillit))
Face Nord: (Epilogue) Après les victoires, les Turcs et les Sir-Kıvchak mènent une vie heureuse,.

## Voir également
- Göktürk
- inscriptions de l'Orkhon